# Ku Bon-Chan
Ku Bon-Chan (en coreano: 구본찬; Gyeongju, 31 de enero de 1993) es un deportista surcoreano que compitió en tiro con arco, en la modalidad de arco recurvo.
Participó en los Juegos Olímpicos de Río de Janeiro 2016, obteniendo dos medallas de oro en las pruebas individual y por equipo. Ganó dos medallas de oro en el Campeonato Mundial de Tiro con Arco al Aire Libre de 2015.

## Palmarés internacional
| Juegos Olímpicos                 | Juegos Olímpicos        | Juegos Olímpicos | Juegos Olímpicos |
| Año                              | Lugar                   | Medalla          | Prueba           |
| -------------------------------- | ----------------------- | ---------------- | ---------------- |
| 2016                             | Río de Janeiro (Brasil) | Medalla de oro   | Individual       |
| 2016                             | Río de Janeiro (Brasil) | Medalla de oro   | Equipo           |
| Campeonato Mundial al Aire Libre |                         |                  |                  |
| Año                              | Lugar                   | Medalla          | Prueba           |
| 2015                             | Copenhague (Dinamarca)  | Medalla de oro   | Equipo           |
| 2015                             | Copenhague (Dinamarca)  | Medalla de oro   | Equipo mixto     |